# Хуніперо Серра
Хуніперо Серра (ісп. Junípero Serra, кат. Miquel Josep Serra i Ferrer; 24 листопада 1713, Петра, Майорка — 28 серпня 1784, Кармел-бай-зе-Сі, Каліфорнія) — чернець францисканець, засновник католицьких місій на території сучасної Каліфорнії, в тому числі Сан-Франциско, Лос-Анджелеса, Сакраменто і Сан-Дієго. Своєю діяльністю місіонера і дослідника заслужив прізвисько «апостола» і «батька Каліфорнії».

## Життя
Народився в бідній селянській родині. Вступив в орден монахів-міноритів у 1730 році, тоді ж прийняв ім'я Хуніперо на честь святого Юніпера, одного з учнів Франциска Ассизького. Завдяки винятковим здібностям викладав філософію ще до того, як був посвячений у священники. Отримав ступінь доктора в університеті міста Пальма-де-Майорка. У 1749 році, у віці 36 років, вирушає в Новий Світ і спершу керує кафедрою філософії в єзуїтській школі в Мехіко. У Новій Іспанії Хуніперо Серра розгорнув велику проповідницьку і місіонерську діяльність. Він 9 років прожив в області Сантьяго-Хальпан (нині Хальпан-де-Серра в штаті Керетаро) серед індіанців ПАМЕ, перевів на їхню мову катехізис і навчив їх різним ремеслам.
У 55 років він стає главою місій у Каліфорнії, які незадовго до цього перейшли від єзуїтів до францисканців. Пересуваючись в основному верхом на мулі, Хуніперо Серро подорожує по Верхньій Каліфорнії і засновує нові місії, спершу Сан-Барнабі, близько Монтерея, а потім ще 21 по всій півночі Нової Іспанії. У своїй місіонерській діяльності Серра часто стикався з протидією місцевої влади (особливо губернатора Педро Фахеса) і був змушений звертатися за допомогою до віцекороля Нової Іспанії, для чого відправився в Мексику.
Після задоволення його скарги та зняття Педро Фахеса з поста губернатора Серра зробив ряд нових місіонерських експедицій до Каліфорнії. 15 грудня 1774 року віцекороль Антоніо Марія де Букарелі запропонував Хуніперо Серрі взяти участь в експедиції в центральну Каліфорнію під командуванням капітана Хуана Баутіста де Анса. В ході цієї експедиції було закладено перше поселення на місці Сан-Франциско, назване так на честь св. Франциска Ассизького. В останні три роки свого життя Серра відвідав майже всі засновані за його участю місії, розкидані на відстані понад 900 км (від Сан-Франциско до Сан-Дієго), і провів над хрещеними ним індіанцями таїнство конфірмації.
28 серпня 1784 року Серра помер від туберкульозу в місії на ім'я св. Карло Борромео (нині в місті Кармел в Північній Каліфорнії), колишньої його резиденції. Похований там же.

## Шанування
25 вересня 1988 року папа Іван Павло II зарахував Хуніперо Серро до лику блаженних. 23 вересня 2015 року, перебуваючи з візитом в США, пап Франциск завершив процес канонізації, зарахувавши його до лику святих; таким чином, о. Серра став першим католицьким святим США, які мають іспанське походження. Це рішення викликало негативну реакцію з боку частини індіанської громадськості Каліфорнії.
Пам'ятники Хуніперо Серра встановлені в Кармелі, Гавані (де він зупинявся під час шляху до Мексики), на Майорці, Сан-Франциско і в інших місцях.
У червні 2020 року протестувальники Black Live Matter скинули його статую.